# デイノドン
デイノドン（学名 : Deinodon、ギリシャ語で「恐ろしい歯」の意）は、デイノドン・ホリドゥス（Deinodon horridus）1種のみからなる、ティラノサウルス科の恐竜の属で、現在は疑問名 (nomen dubium) として扱われる。
D. horridus は、モンタナ州にある後期白亜紀の堆積物が産出されるジュディスリバー層で発見され、1856年に古生物学者のジョゼフ・ライディによって命名された、数個の歯からなる化石から知られている。これらはフェルディナンド・ヴァンデヴィア・ヘイデンによって発見されたもので、ティラノサウルス科の化石として初めて記載されたものであった。デイノドンの歯はわずかに異歯性を示し、アウブリソドン Aublysodon のホロタイプはおそらくデイノドンに相当すると考えられている。

## 歴史と分類
D. horridus の歯化石は、後にゴルゴサウルス・リブラトゥス（Gorgosaurus libratus）のものである可能性が高いと同定された。1922年、ウィリアム・ディラー・マシューとバーナム・ブラウンは、D. horridus と G. libratus の歯は互いに区別できず、ほぼ間違いなく同じ種に属することを示した。しかし、D. horridus はまだ骨格化石が知られていなかったため、デイノドンのシノニムであると断言はしなかった。

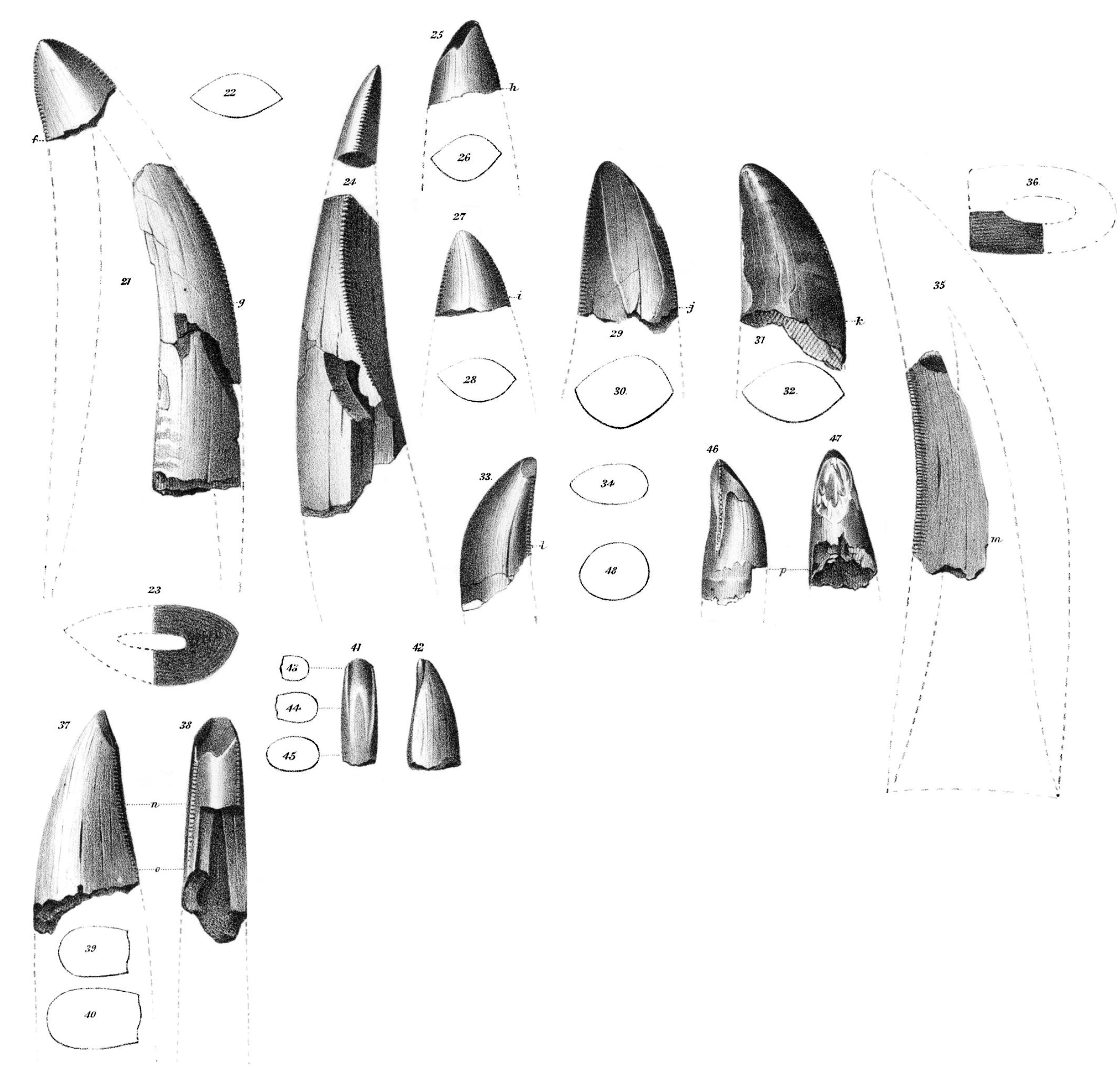
レイディが発見したデイノドンの歯

1970年の総説でデイル・ラッセルは、D. horridus の歯は G. libratus や彼が新たに記載したダスプレトサウルス・トロスス Daspletosaurus torosus と区別できないため、nomen vanumと考えなければならないとした。ラッセルがこの見解を出版して以降、ほとんどの研究者は Deinodon を疑問名とみなしている。しかしデイノドンとゴルゴサウルスを区別できないため、ゴルゴサウルスの骨格の有効名として D. horridus を用い、Gorgosaurus をその新参異名（シノニム）にすべきだと主張する者もいる。
さらに複数の研究者により、Aublysodon mirandus と A. lateralis からなるアウブリソドン Aublysodon は、デイノドン（と同じ恐竜）の切歯であると考えられるため、Deinodon のシノニムとみなされるべきであるという考えが支持されている。1902年に Lambe はさらに、Deinodon はそれ以前に先取されていない学名であり、逆に Aublysodon を裸名 (nomen nudum) とみなすべきであるとしている。

## 記載
デイノドンは、数本の、わずかに異歯性を示す歯化石として知られている。
1902年、Lambeによって、数本の指骨と中足骨と他の骨の断片が D. horridus に属する可能性があることが発見された。

## 種及びシノニムの一覧
過去には数多くの種がデイノドンとされていた。しかし、現在ではほとんどの研究者がこの属とそのタイプ種を疑問名とみなしているため、今後この属として種を言及することは支持されない。
以下に
| 学名                 | 著者            | 記載年 | 組み替え者      | 組み替え年 | 現在の扱い                                                              | 組み替えられる前の学名                               |
| -------------------- | --------------- | ------ | --------------- | ---------- | ----------------------------------------------------------------------- | ---------------------------------------------------- |
| Deinodon horridus    | Leidy           | 1856年 | -               | -          | 疑問名、タイプ種                                                        |                                                      |
| Deinodon explanatus  | Cope            | 1876年 | Lambe           | 1902年     | ドロマエオサウルス属に再分類 （Dromaeosaurus explanatus、疑問名）       | 以前はラエラプス属 Laelaps explanatus                |
| Deinodon falculus    | Cope            | 1876年 | Osborn          | 1902年     | ドロマエオサウルス属に再分類 （Dromaeosaurus falculus、疑問名）         | 以前はラエラプス属 Laelaps falculus                  |
| Deinodon incrassatus | Cope            | 1876年 | Osborn          | 1902年     | 疑問名                                                                  | 以前はラエラプス属 Laelaps incrassatus               |
| Deinodon lateralis   | Cope            | 1876年 | Hay             | 1902年     | Deinodon horridus のシノニム                                            | 以前はアウブリソドン属 Aublysodon lateralis          |
| Deinodon cristatus   | Cope            | 1877年 | Osborn          | 1902年     | トロオドン・フォルモスス Troodon formosus のシノニム                    | 以前はラエラプス属 Laelaps cristatus                 |
| Deinodon hazenianus  | Cope            | 1877年 | Osborn          | 1902年     | 疑問名                                                                  | 以前はラエラプス属 Laelaps hazenianus                |
| Deinodon laevifrons  | Cope            | 1877年 | Osborn          | 1902年     | ドロマエオサウルス属に再分類 （Dromaeosaurus laevifrons）               | 以前はラエラプス属 Laelaps laevifrons                |
| Deinodon amplus      | Marsh           | 1892年 | Hay             | 1902年     | アウブリソドン属に再分類 （Aublysodon amplus）                          | 以前はアウブリソドン属 Aublysodon amplus             |
| Deinodon cristatus   | Marsh           | 1892年 | Hay             | 1902年     | アウブリソドン属に再分類 （Aublysodon cristatus）                       | 以前はアウブリソドン属 Aublysodon cristatus          |
| Deinodon grandis     | Marsh           | 1890年 | Osborn          | 1916年     | Deinodon horridus のシノニム                                            | 以前はオルニトミムス属 Ornithomimus grandis          |
| Deinodon sarcophagus | Osborn          | 1905年 | Matthew & Brown | 1922年     | アルバートサウルス属に再分類 （Albertosaurus sarcophagus）              | 以前はアルバートサウルス属 Albertosaurus sarcophagus |
| Deinodon libratus    | Lambe           | 1914年 | Matthew & Brown | 1922年     | ゴルゴサウルス・リブラトゥス Gorgosaurus libratus のシノニム            | 以前はゴルゴサウルス属 Gorgosaurus libratus          |
| Deinodon arctunguis  | Parks           | 1928年 | Kuhn            | 1939年     | アルバートサウルス・サルコファグス Albertosaurus sarcophagus のシノニム | 以前はアルバートサウルス属 Albertosaurus arctunguis  |
| Deinodon novojilovi  | Maleev          | 1955年 | Maleev          | 1964年     | タルボサウルス・バタール Tarbosaurus bataar のシノニム                  | 以前はゴルゴサウルス属 Gorgosaurus novojilovi        |
| Deinodon sternbergi  | Matthew & Brown | 1923年 | Kuhn            | 1965年     | ゴルゴサウルス・リブラトゥス Gorgosaurus libratus のシノニム            | 以前はゴルゴサウルス Gorgosaurus sternbergi          |
| Deinodon periculosus | Riabinin        | 1930年 | Kuhn            | 1965年     | タルボサウルス・ペリクロスス Tarbosaurus periculosus のシノニム         | 以前はアルバートサウルス属 Albertosaurus periculosus |
| Deinodon lancensis   | Gilmore         | 1946年 | Kuhn            | 1965年     | ナノティラヌス属に再分類 （Nanotyrannus lancensis）                     | 以前はゴルゴサウルス属 Gorgosaurus lancensis         |
| Deinodon lancinator  | Maleev          | 1955年 | Kuhn            | 1965年     | タルボサウルス・バタール Tarbosaurus bataar のシノニム                  | 以前はゴルゴサウルス属 Gorgosaurus lancinator        |
| Deinodon kenabekides | Hay             | 1899年 | Olshevsky       | 1995年     | Deinodon horridus のシノニム                                            | 以前はドリプトサウルス属 Dryptosaurus kenabekides    |